# Colchicum macedonicum
Colchicum macedonicum  (лат.) — вид однодольных растений рода Безвременник (Colchicum) семейства Безвременниковые (Colchicaceae). Впервые описан ботаником Кошаниным в 1911 году.
Синоним — Colchicum pieperianum Markgr..

## Распространение
По последним данным известен с восточной и центральной частей Албании и из северо-западной Македонии; ряд источников рассматривают Colchicum macedonicum в качестве эндемика Македонии.
Типовой экземпляр собран на горе Караджица (Республика Македония), на высоте 2150 м

## Ботаническое описание
Клубневой геофит.
Число хромосом — 2n=54.